# لي هوينه دوك
لي هوينه دوك (بالفيتنامية: Lê Huỳnh Đức) هو لاعب كرة قدم ومدرب كرة قدم فيتنامي في مركز الهجوم، ولد في 20 أبريل 1972 في مدينة هو تشي منه في فيتنام. شارك مع منتخب فيتنام لكرة القدم. أما مع النوادي، فقد لعب مع نادي إس إتش بي دا نانغ.

## وصلات خارجية
- لي هوينه دوك على موقع قاعدة بيانات كرة القدم.إي يو (الإنجليزية)
- لي هوينه دوك على موقع ناشيونال فوتبول تيمز (الإنجليزية)